# Laetus von Micy
Laetus von Micy (frz. Saint Lié) ist ein Heiliger der römisch-katholischen Kirche. Vermutlich war er ein im sechsten Jahrhundert in der Gegend von Orléans lebender Priester. 
Laut der legendarischen und erst um 1040 – als Nachbildung der Vita des Viator von Sologne – verfassten Biografie wäre Laetus Mönch in der Abtei Saint-Mesmin de Micy unter Abt Avitus gewesen und als Einsiedler in dem nach ihm benannten Dorf Saint-Lyé-la-Forêt, Loiret, gestorben. Seine sterblichen Überreste wurden im zehnten Jahrhundert nach Pithiviers transloziert und von dort angeblich auch nach anderen Orten übertragen.
Sein Gedenktag ist der 5. November. Sein Patrozinium tragen die Pfarrkirchen von Mohon (Ortsteil von Charleville-Mézières, Ardennes) und Ville-Dommange, Marne.